# Quantum of Solace (banda sonora)
Quantum of Solace es la banda sonora de la película homónima de 2008. El álbum de la banda sonora fue lanzado el 18 de octubre de 2012. La orquesta fue compuesta por David Arnold quien también colaboró en la orquesta de la película anterior.

## Lista de canciones
1. «Time to Get Out»[Nota1 1]
2. «The Palio»
3. «Inside Man»
4. «Bond in Haiti»
5. «Somebody Wants to Kill You»
6. «Greene & Camille»
7. «Pursuit at Port au Prince»
8. «No Interest In Dominic Greene»
9. «Night At The Opera»
10. «Restrict Bond’s Movements»
11. «Talamone»
12. «What’s Keeping You Awake»
13. «Bolivian Taxi Ride»
14. «Field Trip»
15. «Forgive Yourself»
16. «DC3»
17. «Target Terminated»
18. «Camille’s Story»
19. «Oil Fields»
20. «Have You Ever Killed Someone?»
21. «Another Way To Die» – Jack White & Alicia Keys

1. ↑  Usado en la banda sonora de Dr.No